# 城北中央公園
城北中央公園（日语：／）是東京都練馬區與板橋區的都立公園，是城北地區最大的總合公園，設有運動場、網球場等運動設施。
本公園原是戰爭期間訂定的防空綠地（防止空襲損害擴大的綠地）之一，戰後整備為具有多樣運動設施的總合休閒公園。公園有一部分曾是立教學院的總合運動場。
此外，本公園內也挖掘出古代遺跡，並重建了奈良時代家屋。此地作為多摩動物公園無尾熊的六處食物供應地之一，種植了九種尤加利樹。

## 歷史

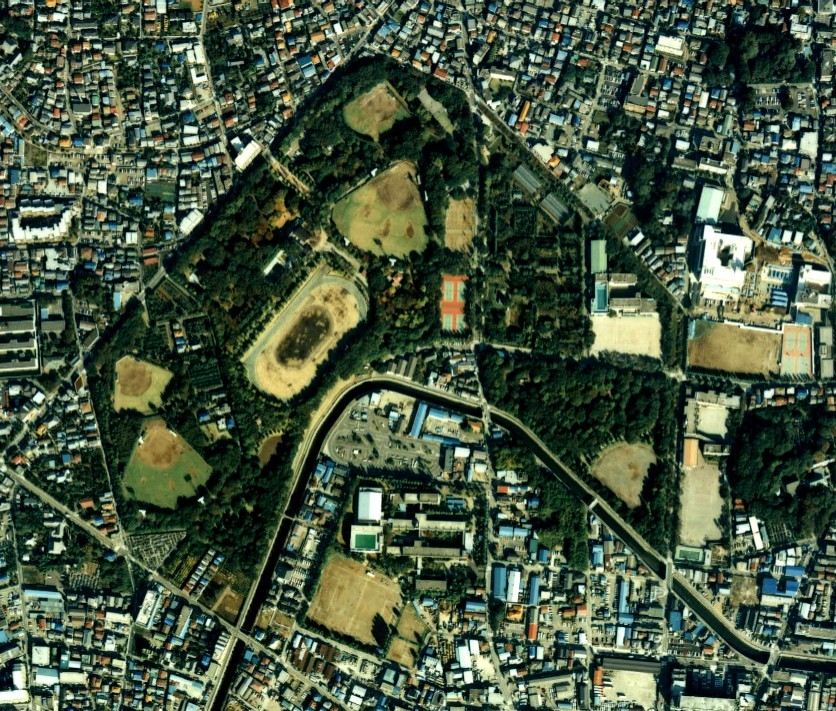
城北中央公園空拍圖（1989年）。照片下方的河川是石神井川。

- 1942年（昭和17年）－整備為防空綠地。
- 1955年（昭和30年）－立教學院向東京都租下土地建設立教學院總合運動場。此時挖掘出石器與繩文土器（日语：縄文土器）、彌生時代至平安時代的豎穴式住居遺跡。
- 1956年11月13日（昭和31年） - 立教学院總合運動場「St. Paul's Green Heights」（セントポール・グリーンハイツ）竣工[1]。
- 1957年（昭和32年）4月1日－公園整備。最初名為上板橋綠地。
- 1968年（昭和43年）－東京都要求立教學院歸還土地。
- 1970年（昭和45年）－立教學院將土地歸還東京都。上板橋綠地與立教學院總合運動場合併，稱「東京都立城北中央公園」。
- 1983年（昭和58年）－無尾熊首度自澳洲來到日本（1984年），開始種植尤加利樹作為無尾熊飼料[2]。
- 2005年（平成17年）6月25日－開放Dog run（英语：Dog park）。
- 2006年（平成18年）4月1日－此日起，依據指定管理者（日语：指定管理者）制度，由財團法人東京都公園協會管理（至2011年（平成23年）3月31日為止）。
- 2007年（平成19年）11月24日－舉行第1回城北中央公園環境祭。

## 主要設施
- 棒球場（軟式棒球場2座）
- 小棒球場（壘球、少年軟式棒球2座）
- 網球場（硬地球場4座，紅土球場4座，人工草皮球場1座）
- 田徑場（陸上競技場）
- 槌球場（2處）
- 兒童公園
- 兒童廣場（こども広場）
- 櫸樹廣場（けやき広場）
- 都民之森
- Dog run（英语：Dog park）
- 茂呂遺跡、栗原遺跡等
- 板橋區立上板橋體育館（鄰接）
- 石神井川（日语：石神井川）
- 御嶽神社（日语：御嶽神社） - 嘉永7年（1854年）銘的狼型狛犬。

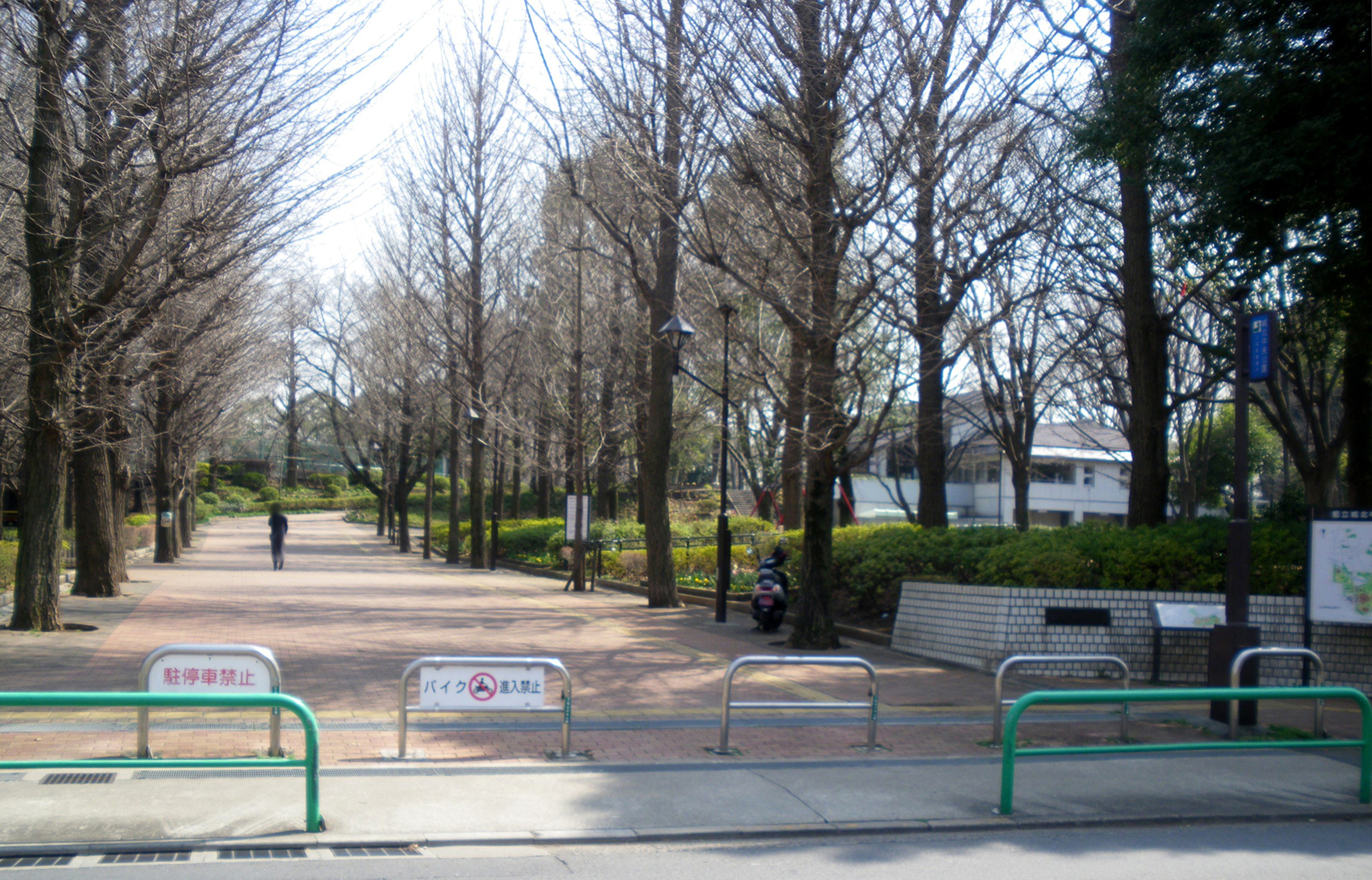
城北中央公園入口
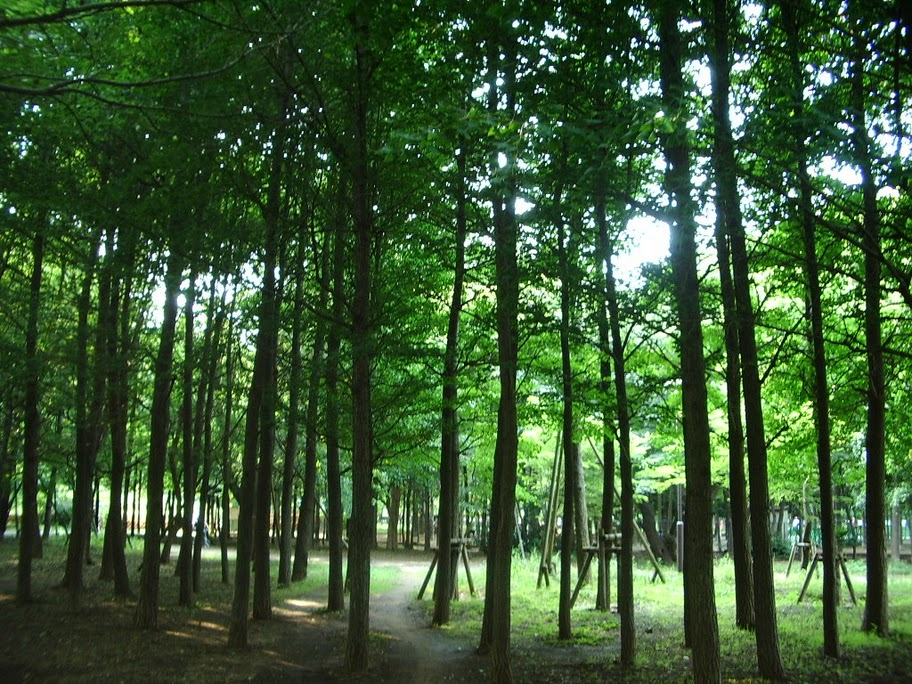
園內9,200棵樹木
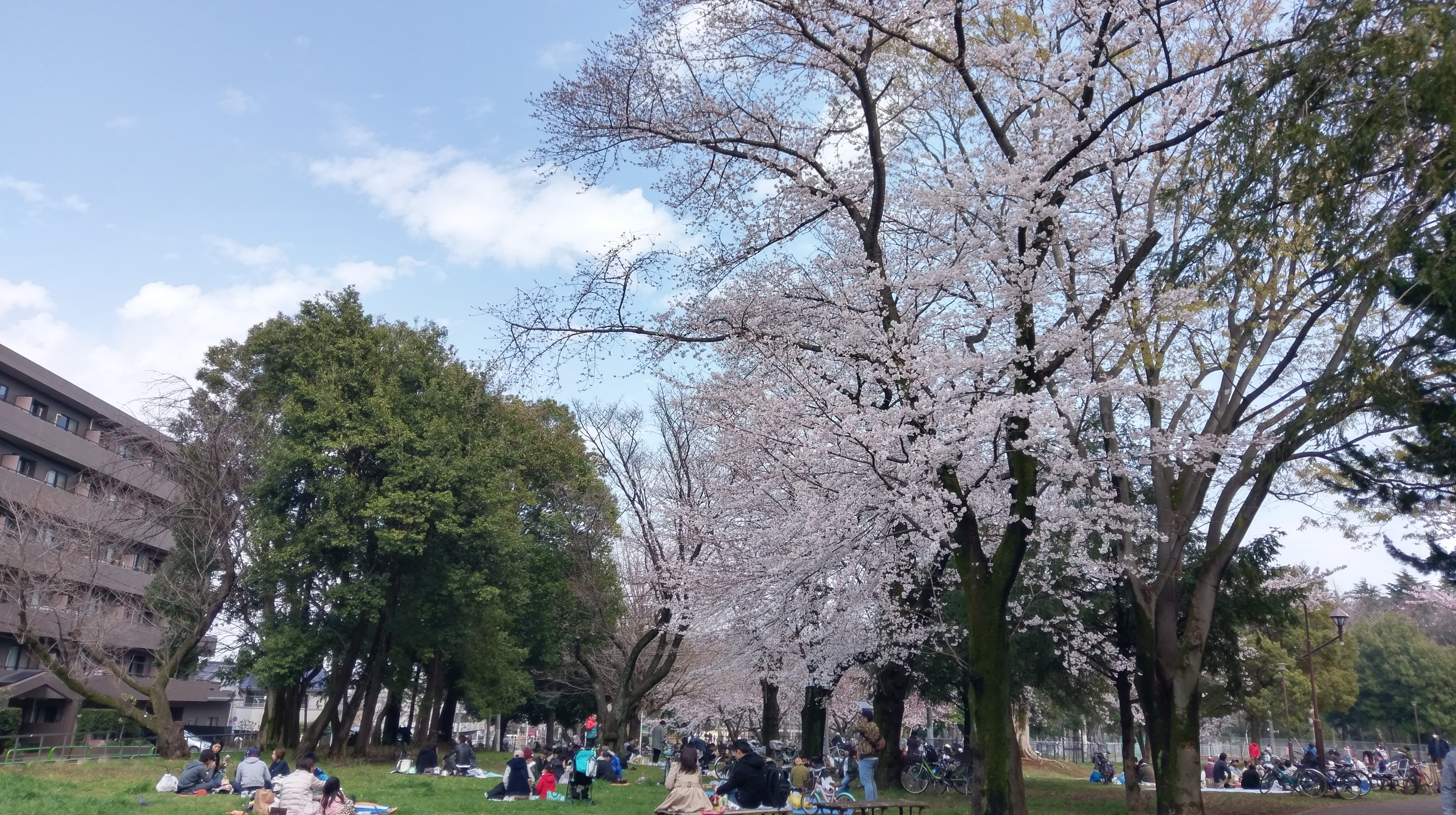
都立城北中央公園櫻花季一景(西元2019年3月31日攝)
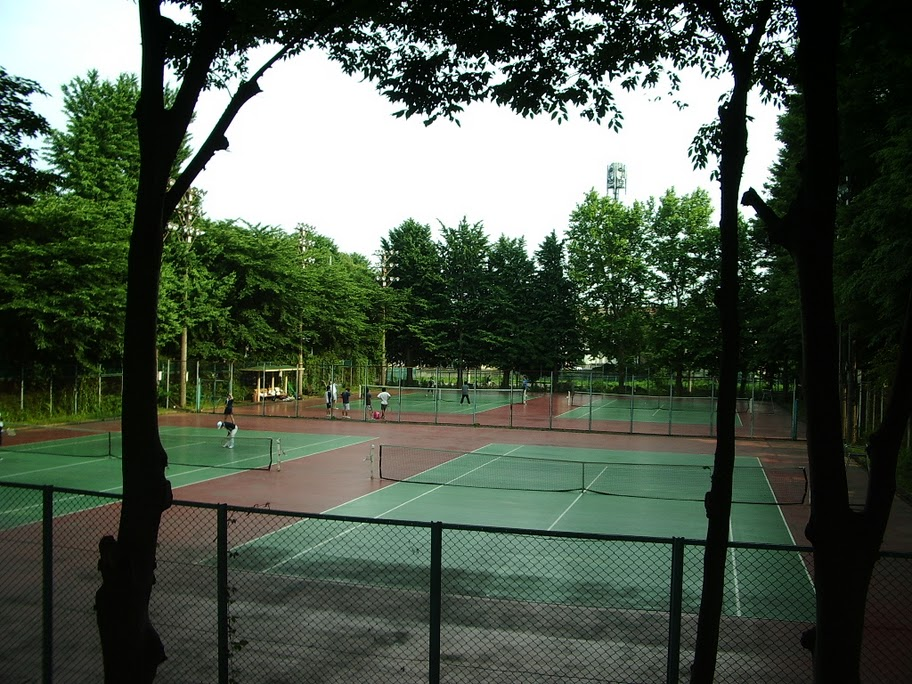
網球場
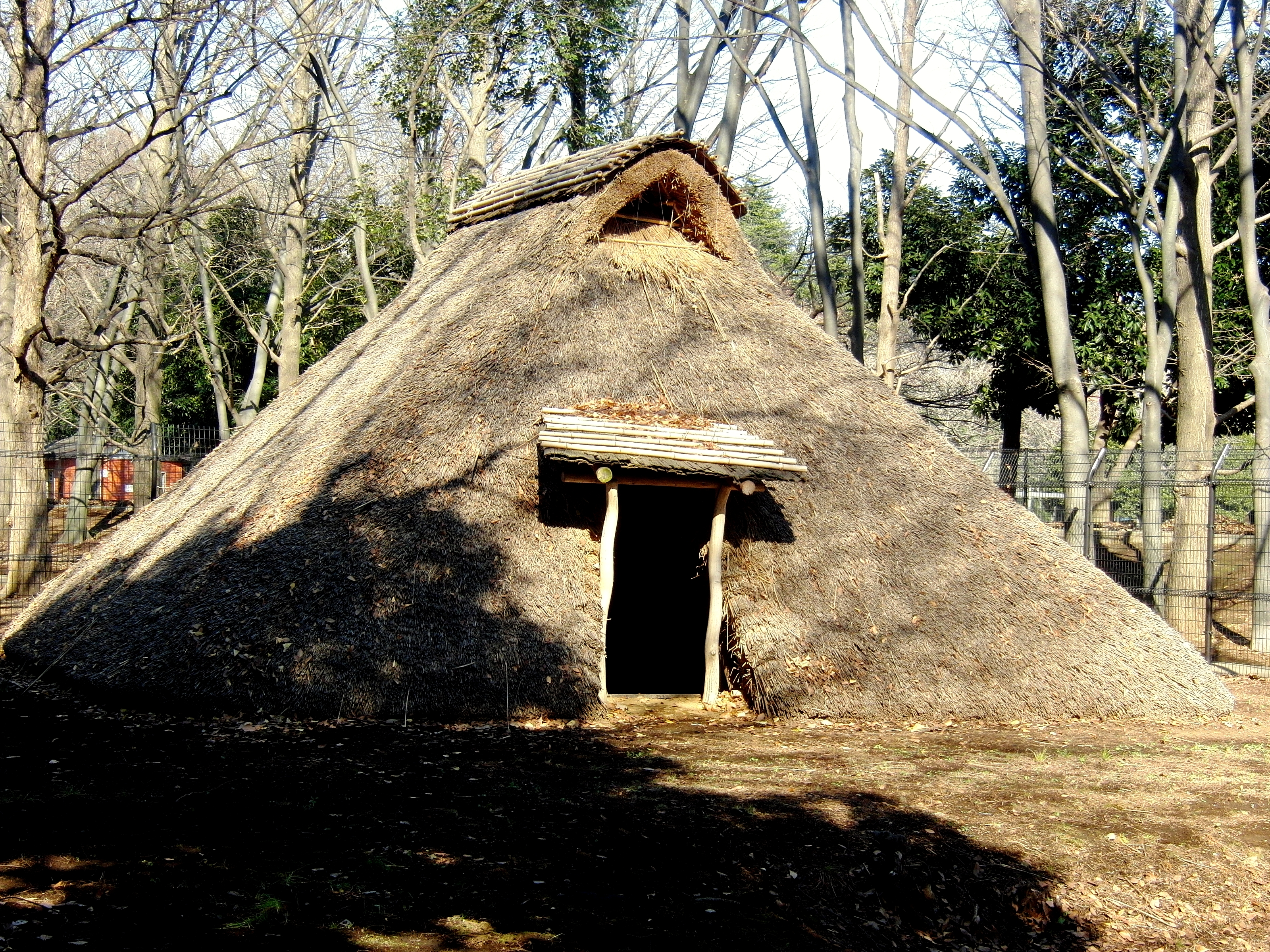
園內栗原遺跡的豎穴住居遺跡（復原）
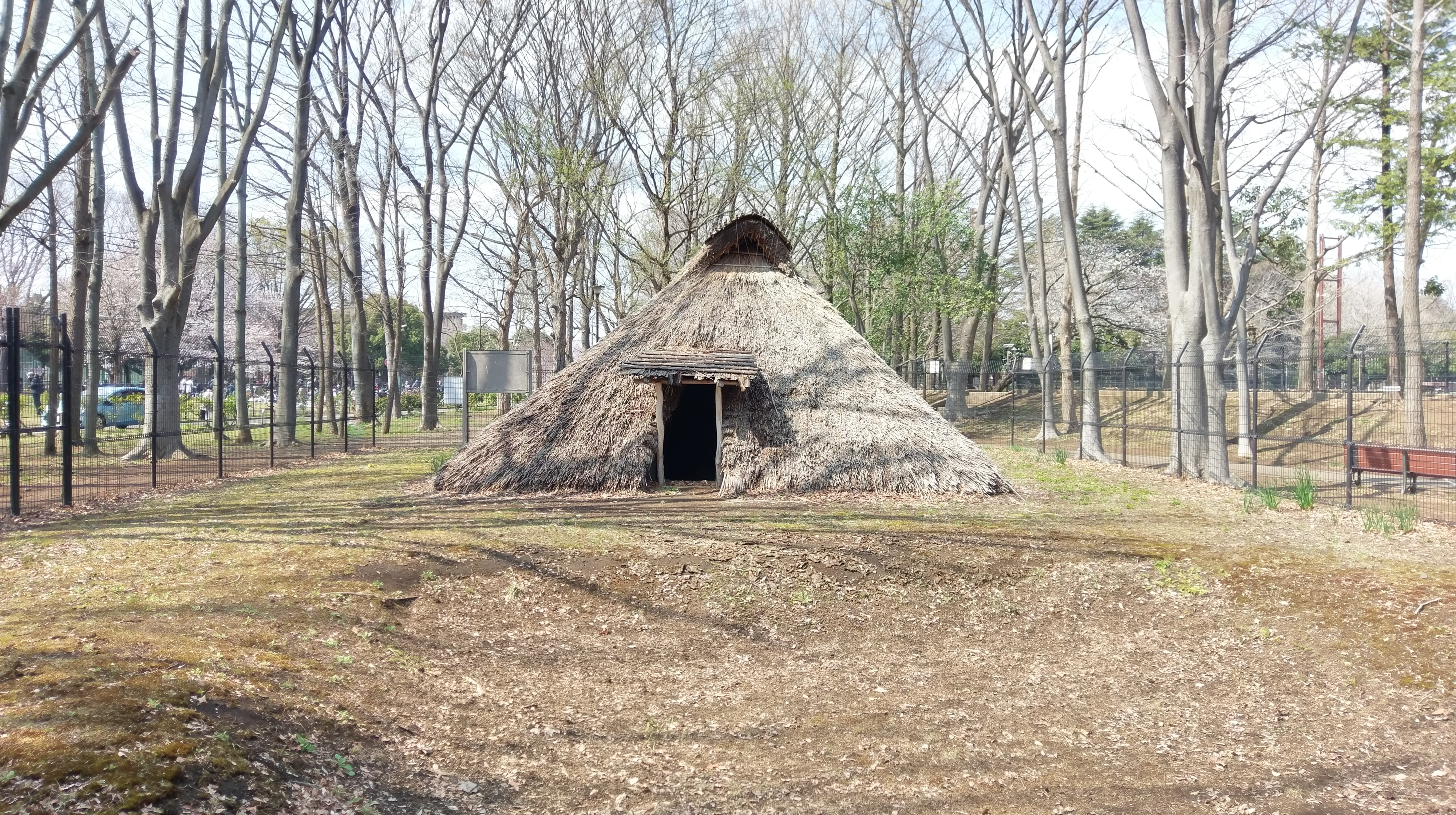
都立城北中央公園內栗原遺跡的豎穴住居遺跡(西元2019年3月31日攝)
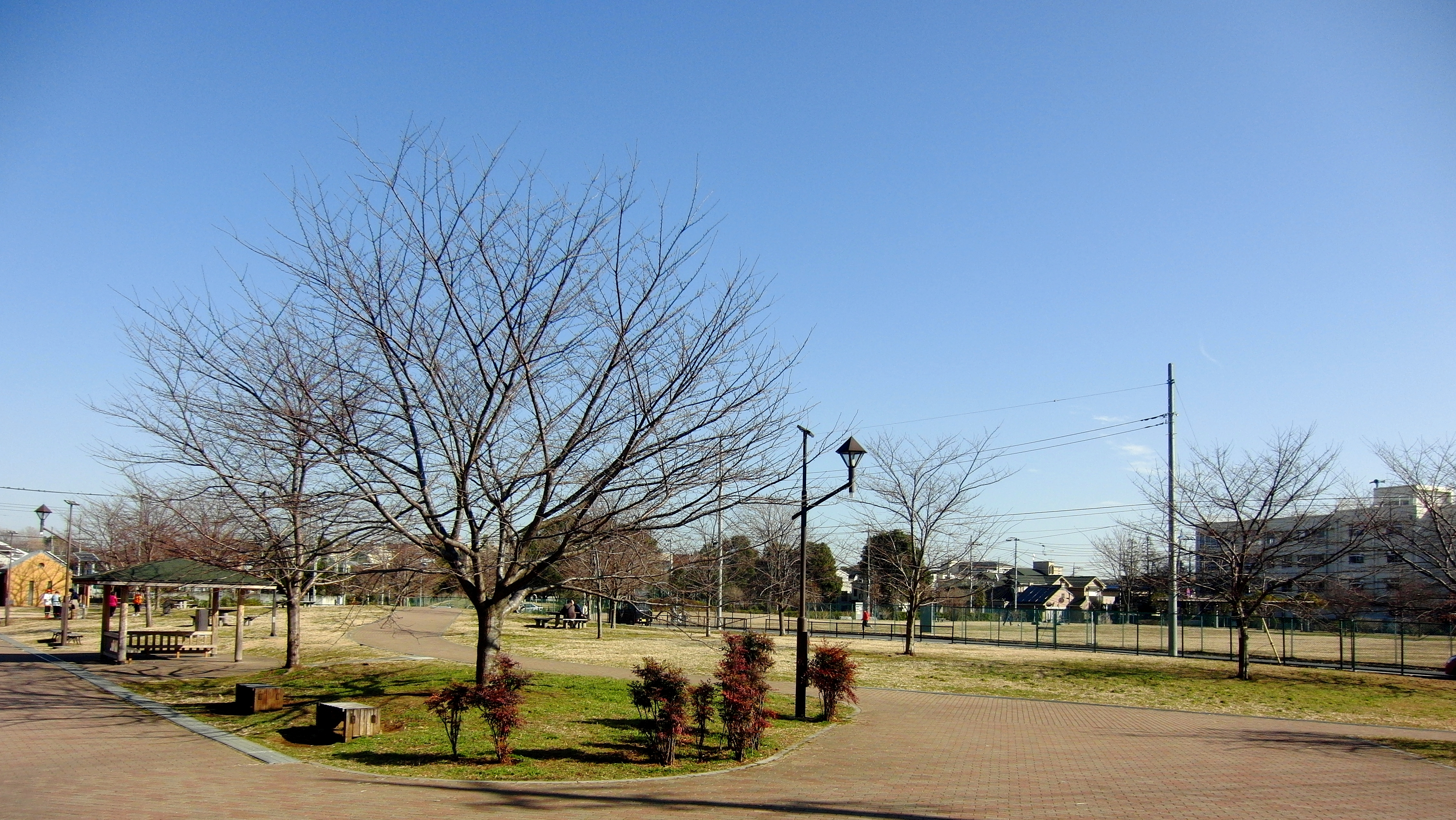
含羞草廣場（ミモザ広場）、三葉草廣場（クローバー広場）
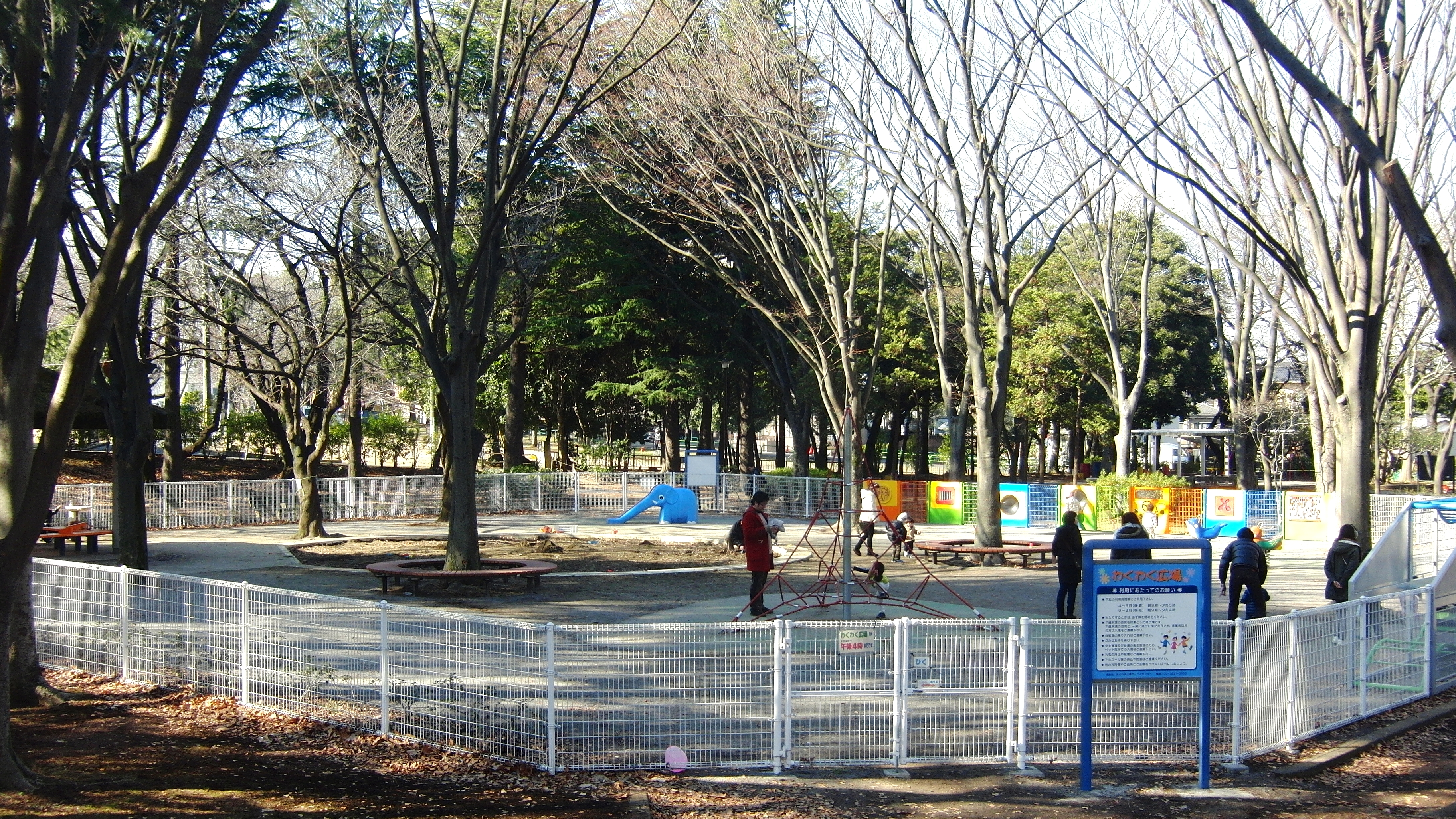
雀躍廣場（わくわく広場）
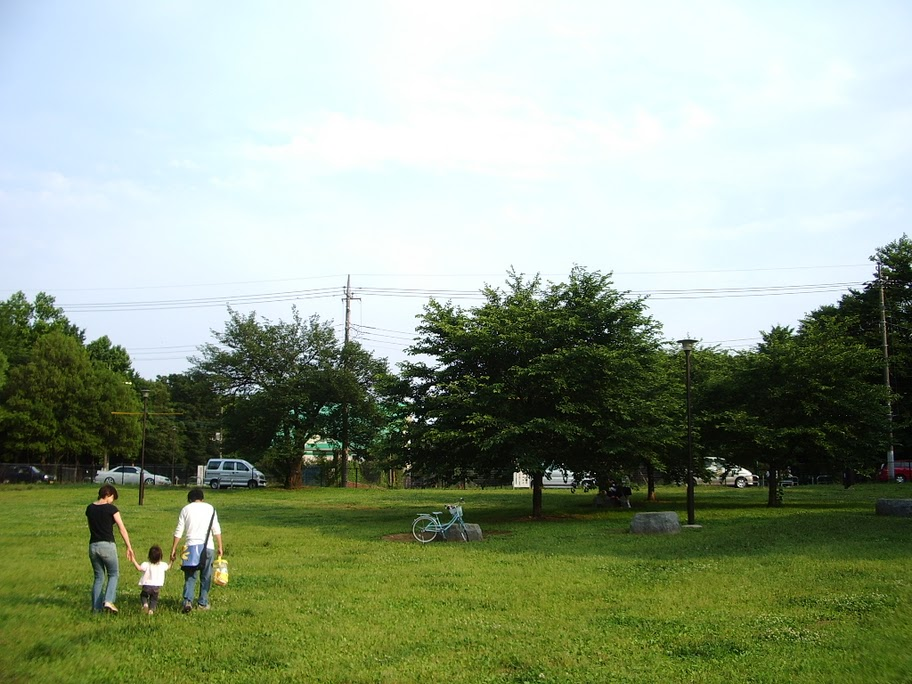
東西2處兒童公園
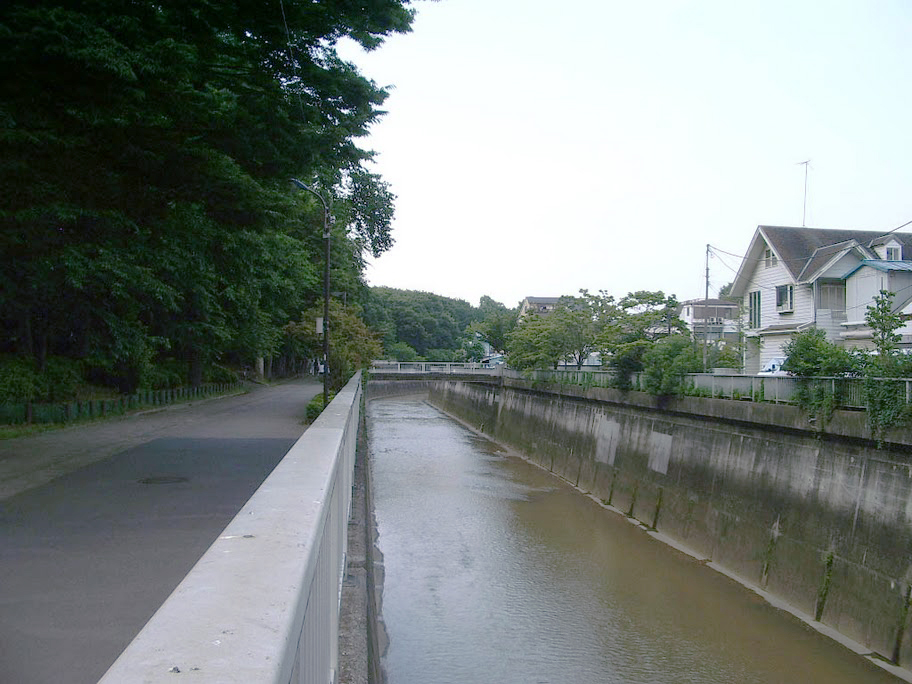
流經公園南側的石神井川（日语：石神井川）

## 整備計畫
- 都市計畫名稱：東京都市計畫第6・5・15號上板橋公園
- 都市計畫決定
  - 昭和32年12月21日 建設省告示第1689號（最初）
  - 昭和51年7月13日 東京都告示第686號（最終）

1957年（昭和32年）4月1日開園以來，公園面積不斷擴大。開園時面積約13.2公頃，2009年（平成21年）6月時已擴大至26.0公頃。
現在，公園主要在石神井川北側，一部分在石神井川南側，今後將持續往石神井川南側擴張，計畫將面積擴大至約43.6公頃。

## 交通方式等
- 東武東上線上板橋站步行20分
- 東京地下鐵有樂町線、副都心線冰川台站步行15分
- 全日開園。入園免費。僅白天可使用運動設施（部分須付費）。

## 備註
1. ↑  .   [2014-10-05]. （原始内容存档于2015-09-24）.
2. ↑  ユーカリのうた：コアラ来日25周年 （页面存档备份，存于） 毎日新聞 2009年10月21日 地方版
3. ↑  東京都建設局 : 公園 : 公園審議会 : 「都立城北中央公園の整備計画」及び「都立大戸緑地（仮称）の整備計画」答申 （页面存档备份，存于）  東京都建設局

## 外部連結
- 城北中央公園 | 公園へ行こう! （页面存档备份，存于）（財團法人東京都公園協會）
- 都立公園・庭園案内 城北中央公園 （页面存档备份，存于）（東京都建設局公園綠地部）